# Mitch Petrus
Mitch Petrus (* 11. Mai 1987 in Carlisle Township, Arkansas; † 18. Juli 2019 in Little Rock, Arkansas) war ein American-Football-Spieler auf der Position des Guards. Er spielte für die New York Giants, die New England Patriots und die Tennessee Titans in der National Football League (NFL). Petrus wurde von den Giants in der 5. Runde des NFL Drafts 2010 ausgewählt und gewann mit ihnen den Super Bowl XLVI.

## College
Petrus begann an der University of Arkansas als Walk-on Fullback. Er blockte für das Tandem Darren McFadden und Felix Jones, welche beide im Jahr 2007 die 1.000-Yards-Marke übertrafen.
Für seine Leistungen 2007 wurde er in das All-SEC-Second Team gewählt. Im Jahre 2009 wurde Petrus von den SEC Coaches in das All-SEC Team gewählt. Kurz darauf schloss Petrus sein Studium in Agrarökonomie ab. Bei der NFL Combine 2010 schaffte Petrus 45 Wiederholungen beim Bankdrücken von 102 kg und erreichte damit den insgesamt 2. Platz.

## NFL

### New York Giants
Petrus wurde beim NFL Draft 2010 in der fünften Runde an 147. Stelle ausgewählt. In seiner zweiten Saison mit den Giants gelang der Einzug in den Super Bowl XLVI, den sie mit 21:17 gegen die New England Patriots gewannen. Am 2. September 2012 wurde Petrus entlassen; am nächsten Tag wurde er jedoch wieder von den Giants verpflichtet. Am 3. November 2012 wurde er erneut entlassen.

### New England Patriots
Am 13. November 2012 nahmen ihn die New England Patriots unter Vertrag. Am 3. Dezember desselben Jahres wurde er wieder entlassen.

### Tennessee Titans
Am 6. Dezember 2012 wurde er von den Tennessee Titans aufgenommen. Hier spielte er zwei Spiele. Am 12. März 2013 wurde er entlassen.

## Privates
Petrus lebte in Lonoke und war Bassist der Band Vikings of the North Atlantic.
Er starb an den Folgen eines Hitzschlags.